# المحابشه
المحابشه  یکی از شهرهای استان حجه در کشور یمن است که در سرشماری سال ۲۰۰۵ میلادی، ۱۸٫۱۶۶ نفر جمعیت داشته‌است.